# بلک هاوک (کالیفرنیا)
بلک هاوک (به انگلیسی: Blackhawk) یک منطقهٔ مسکونی در ایالات متحده آمریکا است که در شهرستان کنترا کوستا، کالیفرنیا واقع شده‌است. بلک هاوک ۱۵٫۰۵ کیلومتر مربع مساحت و ۳٬۸۷۹ نفر جمعیت دارد و ۳۰۴ متر بالاتر از سطح دریا واقع شده‌است.